# Beauraing

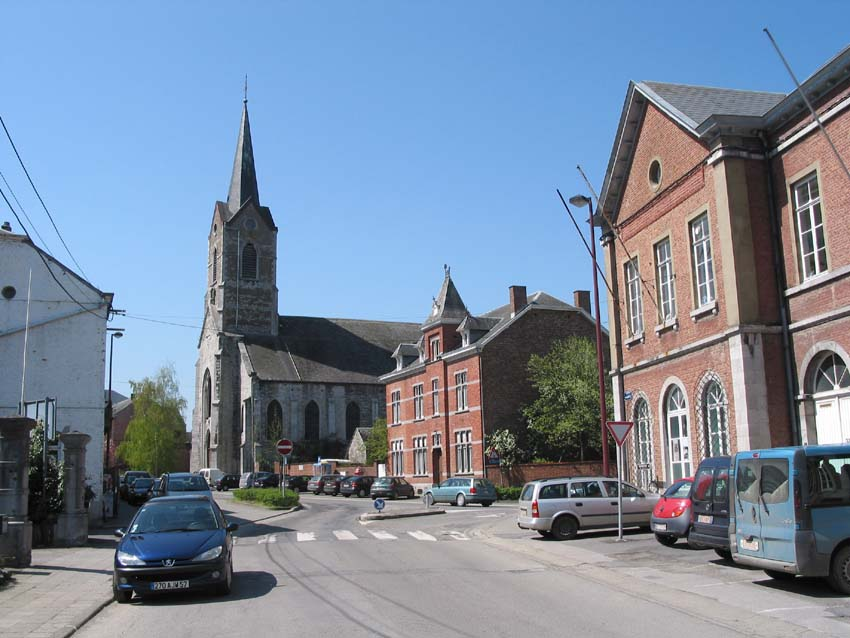
Beauraing

Beauraing (wallonisch Biarin) ist eine Gemeinde in der Provinz Namur im wallonischen Teil Belgiens. Sie besteht aus den 15 Ortsteilen Baronville, Beauraing, Dion, Felenne, Feschaux, Focant, Froidfontaine, Honnay, Javingue, Martouzin-Neuville, Pondrôme, Vonêche, Wancennes, Winenne und Wiesme, die bis 1977 selbständige Gemeinden waren. Beauraing ist als Wallfahrtsort bekannt für sein Marienheiligtum.

## Politik
Der Gemeinderat (Conseil communal) hat 14 Mitglieder (Conseillers); aus ihm heraus wird das Collège mit dem Bürgermeister (Bourgmestre) und vier Schöffen (Échevins) gebildet.

## Pilgerstätte
Zwischen dem 29. November 1932 und dem 3. Januar 1933 hatten fünf Kinder zwischen neun und fünfzehn Jahren 33 Mal eine Marienerscheinung im Garten eines von Ordensschwestern geleiteten Pensionats. Das führte zu Pilgerreisen nach Beauraing. Im Juli 1949 erkannte André Marie Charue, Bischof von Namur, zwei Wunderheilungen durch Fürsprache der Jungfrau von Beauraing im Jahr 1933 an. 1954 wurde eine Kapelle im Heiligtum von Beauraing geweiht, 1968 eine Kirche errichtet. Im Jahre 2019 kamen rund 85.000 Pilger nach Beauraing.

## Verkehr
- Athus-Meuse-Linie nach Bertrix und Dinant

## Persönlichkeiten
- Auguste Buisseret (1888–1965), Politiker
- François Questiaux (1900–1944), Geistlicher, NS-Opfer